# Exu (Pernambuco)
Exu é um município brasileiro do estado de Pernambuco, situado à altura da Serra do Araripe, na divisa entre os estados de Pernambuco e Ceará.
Administrativamente, o município é composto por seis distritos: Exu (sede), Posto da Serra, Tabocas, Timorante, Viração e Zé Gomes.

## Etimologia
De acordo com os habitantes da terra, existem duas versões para a origem da denominação "Exu": uma decorrente de uma corruptela do nome do povo "Ançu" ou "Açu" da nação Cariri; a outra diz que os indígenas chamaram de Exu devido a um tipo de abelhas de ferrão, denominadas "Inxu", que ao ferroar causava muita dor.

## História
Nos primeiros anos do século XVIII teve início a povoação de Exu, decorrente dos contatos do povo indígena Ançu ou Açu, identificado com a nação cariri, com fazendas vinculadas à Casa da Torre, à margem do rio São Francisco, habitada por proprietários e procuradores luso-brasileiros estabelecidos na capitania da Baía de Todos os Santos.
Os indígenas, já em contato com os vaqueiros dessas fazendas, levaram estes às suas moradias e ao regressar, os vaqueiros informaram aos patrões que as terras onde moravam os indígenas eram fartas em fontes de águas e os terrenos dotados de boa qualidade para o cultivo e a criação animal. Após ter tomado conhecimento sobre a região, esses fazendeiros a colonizaram, expulsando os indígenas que ocupavam tradicionalmente a área e aldeando os remanescentes.
Logo após essa invasão por colonizadores luso-brasileiros, chegaram alguns jesuítas, que ali permaneceram por alguns anos, até partirem da região, deixando apenas vestígio de sua estadia, pois construíram uma capelinha ao Senhor Bom Jesus dos Aflitos, que tornou-se o padroeiro da cidade. Reflexo disso foi a criação em 1734 da freguesia do Senhor Bom Jesus dos Aflitos de Exu.
Conforme algumas fontes da memória local, a colonização contemporânea do município teria ocorrido no século XVIII, pelos portugueses, teve à frente o colono português Joaquim Pereira de Alencar, o qual era avô do Barão do Exu e antepassado do escritor e político cearense José de Alencar.
Em 1817, após a Revolução Pernambucana, ocorreu a prisão em Recife da comerciante e revolucionária Bárbara de Alencar, exuense descendente dos primeiros colonos portugueses que se estabeleceram na região e a Fazenda Caiçara, situada no território da freguesia de Senhor Bom Jesus dos Aflitos de Exu e pertencente à família Alencar foi confiscada.
Durante a época do Brasil Imperial, o povoado de Exu foi elevado à categoria de vila no ano de 1846. Três anos depois, houve a transferência da sede do termo para Ouricuri por uma lei datada de 1849, a qual se seguiu a várias outras leis que conferiu instabilidade na formação do poder local.
Essa instabilidade institucional no estabelecimento do ente local exuense pode ser observada na lei de 1858 que restaurou a categoria de vila para Exu, na lei de 1862 que retrocede esse estatuto ao anexá-la à comarca de Cabrobó; na lei de 1863 que transferiu a vila para Granito; na lei de 1872 que a transforma em sede de freguesia; na lei de 1874, que novamente a restaurou na categoria de vila; na lei de 1881 que elevou-a ao estatuto de comarca; e na lei de 1883 que lhe tirou esse mesmo estatuto.
No final do Brasil Império, o município foi instalado em 7 de junho de 1885, passando a ser autônomo em 9 de julho de 1893, logo após à Proclamação da República, em face a lei n. 52, de 3 de agosto de 1892, quando foi designado como seu primeiro prefeito Manoel da Silva Parente. Em 1895, o município foi suprimido, porém, ele veio a ser restaurado em 1907 com nome de Novo Exu, denominação que seria posteriormente simplificada para Exu.
Ao longo do século XX, o município de Exu passou por uma grave crise sociopolítico que perpassou aquele século devido as diversas e contínuas disputas políticas envolvendo três famílias que lutavam pelo domínio do mandonismo local: os Alencar, os Sampaio e os Saraiva.
A partir de ano 1949, o conflito oligárquico entre os clãs político-familiares se intensificou com o assassinato do coronel Romão Sampaio por José Aires de Alencar, vulgo "Zito Alencar", um jovem pertencente ao clã Alencar que fugiu depois da prática do crime. Após esse evento, as três famílias viveram em constantes conflitos armados, com uma facção formada pelos "Alencar" de um lado (popularmente conhecidos como "Boca Branca") e outra facção formada pelas famílias Sampaio e Saraiva do outro (conhecidos como "Boca Preta"), as quais matavam e aterrorizavam toda a população local alheia a essas disputas político-familiares.
Entre o final da década de 1940 e meados da década de 1960, período conhecido como Quarta República, a animosidade dessas disputas armadas seriam reproduzidas na política institucional local. Isso ocorreu com o Partido Social Democrático (PSD) sendo associado à família "Alencar", enquanto a União Democrática Nacional (UDN) seria associada à família "Sampaio". A eleição de Cid Sampaio ao cargo de governador de Pernambuco em 1958 fez com que essas oligarquias locais viessem a inverterem as siglas partidárias a que estavam originalmente vinculadas.
Após o Golpe Militar de 1964, o estado deligerante entre as oligarquias locais permaneceu com os três clãs familiares apoiando a ditadura civil-militar instalada e se filiando conjuntamente ao partido governante Aliança Renovadora Nacional (ARENA), mas formando uma cisão na classe dominante local com a família "Sampaio" compondo a chamada "ARENA 1", enquanto a família "Alencar" formava o "ARENA 2".
Na década de 1960, a Organização Mundial da Saúde (OMS) e o Instituto Nacional de Endemias Rurais (INERu) vinculado ao Ministério da Saúde escolheram o município de Exu para abrigar um laboratório científico dedicado ao estudo da peste, que foi coordenado pela bióloga Alzira de Paiva Almeida. Deste laboratório, denominado formalmente de Plano Piloto de Peste do Brasil em Exu, saíram resultados importantes de microbiologia que contribuíram para que o Brasil se tornasse autossuficiente no diagnóstico da peste além de ajudar o estado de Pernambuco a armazenar uma das maiores coleções de cepas da Yersinia pestis do mundo, com cerca de mil exemplares.
Em 12 de maio de 1978, o prefeito municipal de Exu, o Zito Alencar, que havia assassinado, três décadas antes, uma liderança política vinculada à família Sampaio, foi assassinado por pistoleiros. Nessa época, cogitou-se uma intervenção federal no município.
No final da década de 1970, Exu foi cenário das gravações de um documentário curta metragem chamado "Exu, Uma Tragédia Sertaneja", dirigido por Eduardo Coutinho, que buscou retratar os conflitos locais entre as famílias Sampaio/Saraiva e a família Alencar, sendo lançado em janeiro de 1979.

## Geografia
O espaço territorial municipal de Exu se encontra situado na parte pernambucana da Chapada do Araripe, estando nas proximidades do município cearense de Crato. O município de Exu possui 31 mil habitantes, sendo que mais da metade da população exuense mora na zona rural do território.
A economia local está baseada, principalmente, pela agricultura e pecuária.

### Clima
O clima é tropical com estação seca, frio no inverno e quente no verão. O índice pluviométrico é 865 mm anuais de água.
| Dados climatológicos para Exu | Dados climatológicos para Exu | Dados climatológicos para Exu | Dados climatológicos para Exu | Dados climatológicos para Exu | Dados climatológicos para Exu | Dados climatológicos para Exu | Dados climatológicos para Exu | Dados climatológicos para Exu | Dados climatológicos para Exu | Dados climatológicos para Exu | Dados climatológicos para Exu | Dados climatológicos para Exu | Dados climatológicos para Exu |
| Mês                           | Jan                           | Fev                           | Mar                           | Abr                           | Mai                           | Jun                           | Jul                           | Ago                           | Set                           | Out                           | Nov                           | Dez                           | Ano                           |
| ----------------------------- | ----------------------------- | ----------------------------- | ----------------------------- | ----------------------------- | ----------------------------- | ----------------------------- | ----------------------------- | ----------------------------- | ----------------------------- | ----------------------------- | ----------------------------- | ----------------------------- | ----------------------------- |
| Temperatura máxima média (°C) | 30,6                          | 29,7                          | 28,8                          | 28,2                          | 27,6                          | 27,4                          | 27,6                          | 28,8                          | 30,3                          | 31,3                          | 31,5                          | 31,2                          | 29,4                          |
| Temperatura média (°C)        | 25,4                          | 24,9                          | 24,3                          | 23,9                          | 23,2                          | 22,5                          | 22,3                          | 23                            | 24,3                          | 25,2                          | 25,6                          | 25,6                          | 24,2                          |
| Temperatura mínima média (°C) | 20,2                          | 20,1                          | 19,9                          | 19,6                          | 18,8                          | 17,7                          | 17,1                          | 17,3                          | 18,3                          | 19,2                          | 19,8                          | 20,1                          | 19                            |
| Precipitação (mm)             | 121                           | 134                           | 190                           | 146                           | 71                            | 38                            | 21                            | 11                            | 10                            | 18                            | 37                            | 68                            | 865                           |
| Fonte: Climate Data.          |                               |                               |                               |                               |                               |                               |                               |                               |                               |                               |                               |                               |                               |

## Organização Político-Administrativa
O Município de Exu possui uma estrutura político-administrativa composta pelo Poder Executivo, chefiado por um Prefeito eleito por sufrágio universal e pelo Poder Legislativo, institucionalizado pela Câmara Municipal de Exu, órgão colegiado de representação dos munícipes que é composto por 9 vereadores também eleitos por sufrágio universal.
A administração pública municipal de Exu é composta pelo chefe do Poder Executivo, pelos secretários municipais e pelos dirigentes de outros órgãos e entidades da administração direta e indireta, sendo que os ocupantes destes últimos cargos em comissão são nomeados pelo prefeito.
Em 22 de março de 2025, as atuais autoridades municipais de Exu eram as seguintes:
- Prefeito: Junior Pinto - PSDB (2024/-)[12]
- Vice-prefeito: Chico Afonso - PP (2024/-)[12]
- Presidente da Câmara: Fafa Saraiva - PP (2025/-)[13]

## Filhos ilustres
- Ver Biografias de exuenses notórios